# Щитинь
Щити́нь — село в Україні, у Камінь-Каширській громаді Камінь-Каширського району Волинської області, засноване приблизно в 1811 році.
Поруч із ним протікають річки Турія та Прип'ять. Кількість населення: понад 700 чоловік.
В селищі діють середня загально-освітня школа та фельдшерсько-акушерський пункт. В село проведено газ і електроенергію.

## Населення
Згідно з переписом УРСР 1989 року чисельність наявного населення села становила 705 осіб, з яких 349 чоловіків та 356 жінок.
За переписом населення України 2001 року в селі мешкало 700 осіб. 100 % населення вказало своєю рідною мовою українську мову.

## Відомі люди

### Уродженці Щитиня
- Вознюк Володимир Денисович — суддя Конституційного суду України (1996—2005)[5].
- Ковальчук Андрій Трохимович — генерал-майор Збройних сил України, Герой України (2016).

### Почесні громадяни Щитиня
- Ковальчук Андрій Трохимович (* 1974) — генерал-майор Збройних сил України, Герой України (2016).

### Воїни із Щитиня, які загинули під час російсько-української війни
- Осійчук Сергій Миколайович (1974-2023) – солдат Збройних Сил України, учасник російсько-української війни. Загинув 13 травня 2023 р. в Харківській області. Поховано 17 травня 2023 року на місцевому кладовищі села Щитинь.
- Саливончик Василь Анатолійович (1980-2023) – солдат Збройних Сил України, учасник російсько-української війни. Загинув 11 травня 2023 р. в Донецькій області. Поховано 23 листопада 2023 року на місцевому кладовищі села Щитинь.